# Blepharita praetermissa
Blepharita praetermissa är en fjärilsart som beskrevs av Max Wilhelm Karl Draudt 1950. Blepharita praetermissa ingår i släktet Blepharita och familjen nattflyn. Inga underarter finns listade i Catalogue of Life.